# جنگل‌های زاگرس

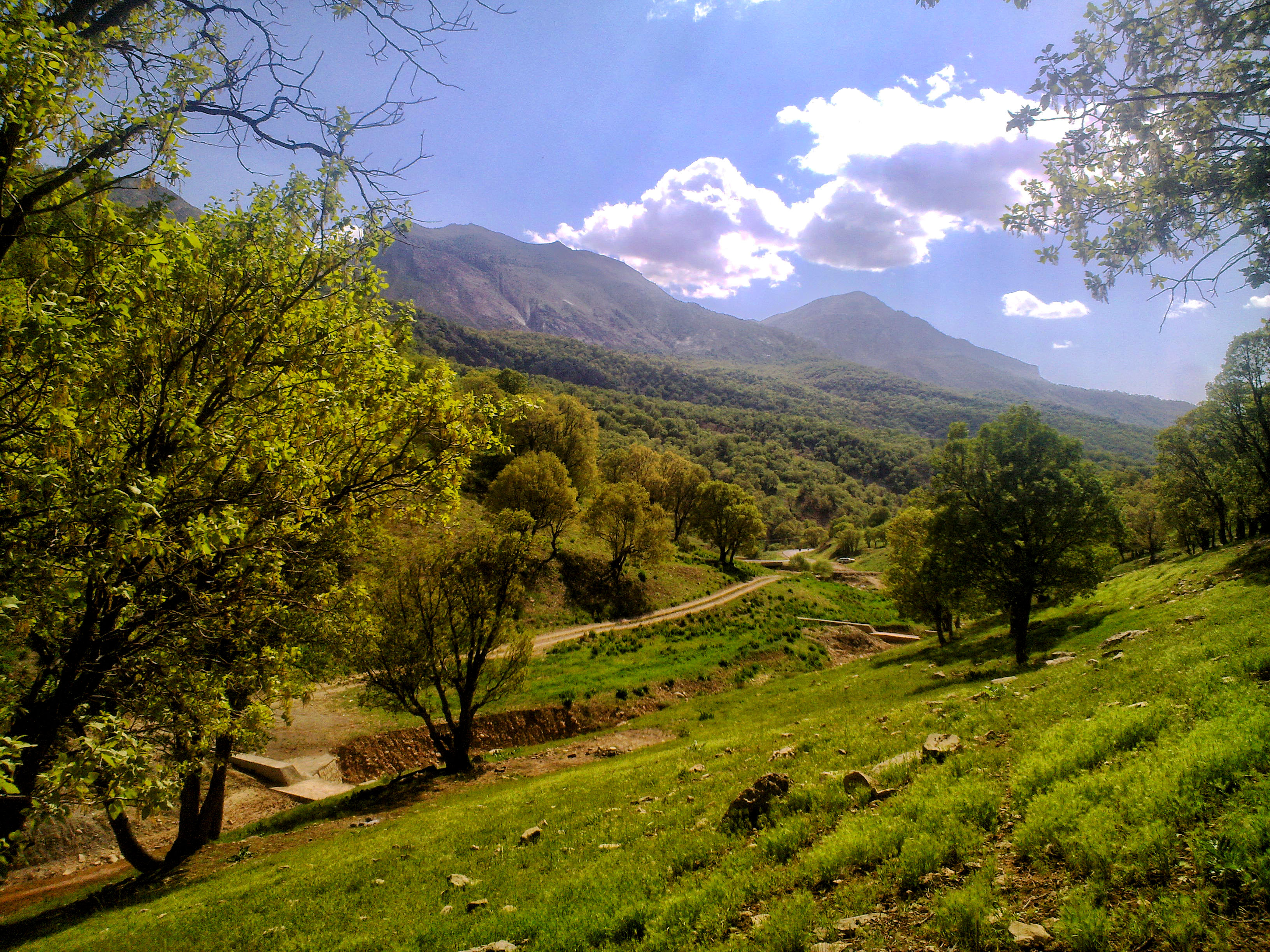
جنگل‌های استان لرستان

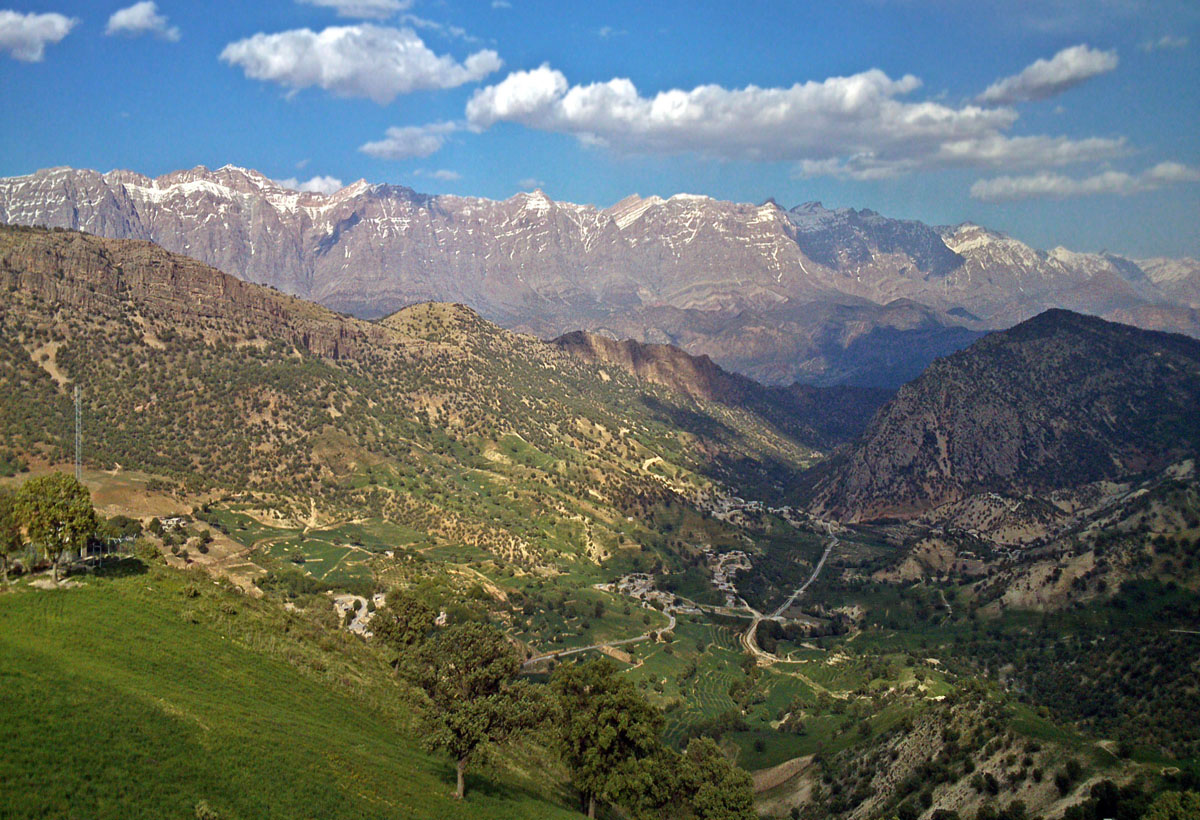
جنگل‌های استان کهگیلویه و بویراحمد

پهنهٔ رویشی زاگرس شامل رشته‌کوه‌های زاگرس، وسیع‌ترین و اصلی‌ترین رویشگاه گونه‌های مختلف بلوط در ایران بوده و به همین دلیل این منطقه از اهمیت بسیار ویژه‌ای برخوردار است. جنگل‌های بلوط منطقه زاگرس از جنوب شرق ترکیه، کرانه‌های دریاچه وان آغاز شده وارد منطقه کردستان عراق عراق شده سپس وارد (جنوب غرب استان آذربایجان غربی) می‌شود و در ادامه غرب ایران (غرب استان کردستان، غرب استان کرمانشاه، شرق استان ایلام و غرب استان لرستان) و سپس جنوبغرب ایران (حاشیه غربی استان چهارمحال و بختیاری، شرق استان خوزستان، غرب استان کهگیلویه و بویراحمد و شمال غرب استان فارس) را طی می‌کند. در بین ۹ استان واقع در ناحیه رویشی زاگرس، استان‌های فارس، لرستان و خوزستان مقام‌های اول تا سوم را از نظر وسعت رویشگاه‌های جنگلی و درختی دارا می‌باشند.
استان کرمانشاه بیش از ۵۲۷ هزار هکتار جنگل بلوط دارد.
دشت برم بزرگ‌ترین جنگل بلوط ایران و خاورمیانه، ذخیره گاه زیست کره یونسکو و زیستگاه بیش‌ترین تعداد گوزن زرد ایرانی در بخش مرکزی شهرستان کازرون واقع شده‌است. جنگل‌های زاگرس با گستردگی در ۹ استان کشور با ۶ میلیون هکتار مساحت، ۴۰ درصد جنگل‌های ایران را تشکیل می‌دهند که حدود ۷۰ درصد تیپ گونه‌های جنگلی زاگرس را بلوط‌ها شامل می‌شوند. بارندگی این ناحیه از ۶۰۰ میلی‌متر در قسمت‌های شمالی تا ۳۰۰ میلی‌متر در جنوب غرب در نوسان است. اقلیم منطقه نیز مدیترانه ای نیمه خشک با زمستان‌های سرد است.
از سایر گونه‌های درختی این جنگل‌ها می‌توان به افرا، کیکم، بنه، زبان گنجشک، گلابی وحشی، ولیک، ارغوان، انواع بادام و غیره اشاره نمود. به‌طور کل می‌توان گفت جوامع بلوط در ارتفاع ۶۵۰ تا ۲۴۰۰ متر از سطح دریا حضور دارند که بالاتر از این ارتفاع جوامع ارس و پایین آن جوامع بنه - بادام ظاهر می‌شوند. فرم غالب جنگل‌شناسی، جنگل‌های شاخه زاد بوده و این دلالت بر تخریب ناشی از حضور طولانی مدت جوامع انسانی دارد. متأسفانه به دلیل رشد جمعیت در قرن اخیر و نیاز جنگل نشینان به سوخت، منبع غذایی برای دام‌ها و زمین‌های کشاورزی بهره‌برداری غیراصولی از این جنگل‌ها به‌کلی چهره آن‌ها را دگرگون کرده‌است و بجز در نقاط معدودی نشانی از انبوهی سابق این جنگل‌ها نیست.

## موقعیت جغرافیایی

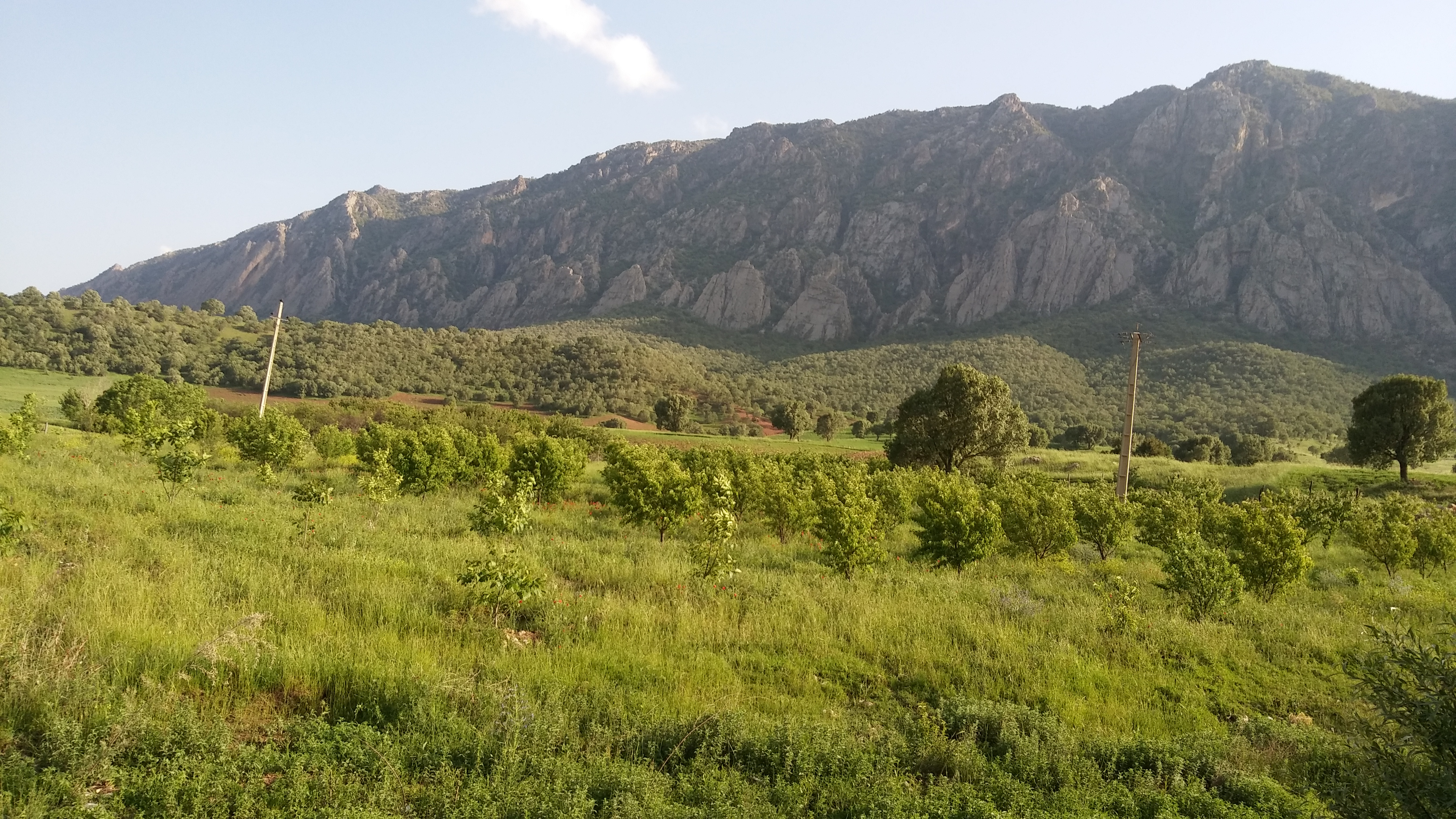
جنگلهای بلوط استان کرمانشاه

جنگل‌های بلوط منطقه زاگرس از منتهی الیه شمالغربی ایران (جنوبغرب استان آذربایجان غربی) آغاز و در ادامه غرب ایران (استان‌های: غرب کردستان، غرب کرمانشاه، شمال و شرق ایلام، غرب لرستان) و سپس جنوبغرب ایران (استانهای: حاشیه غربی استان چهارمحال و بختیاری، غرب کهگیلویه و بویراحمد، شرق خوزستان و شمالغرب فارس) را طی می‌کند.

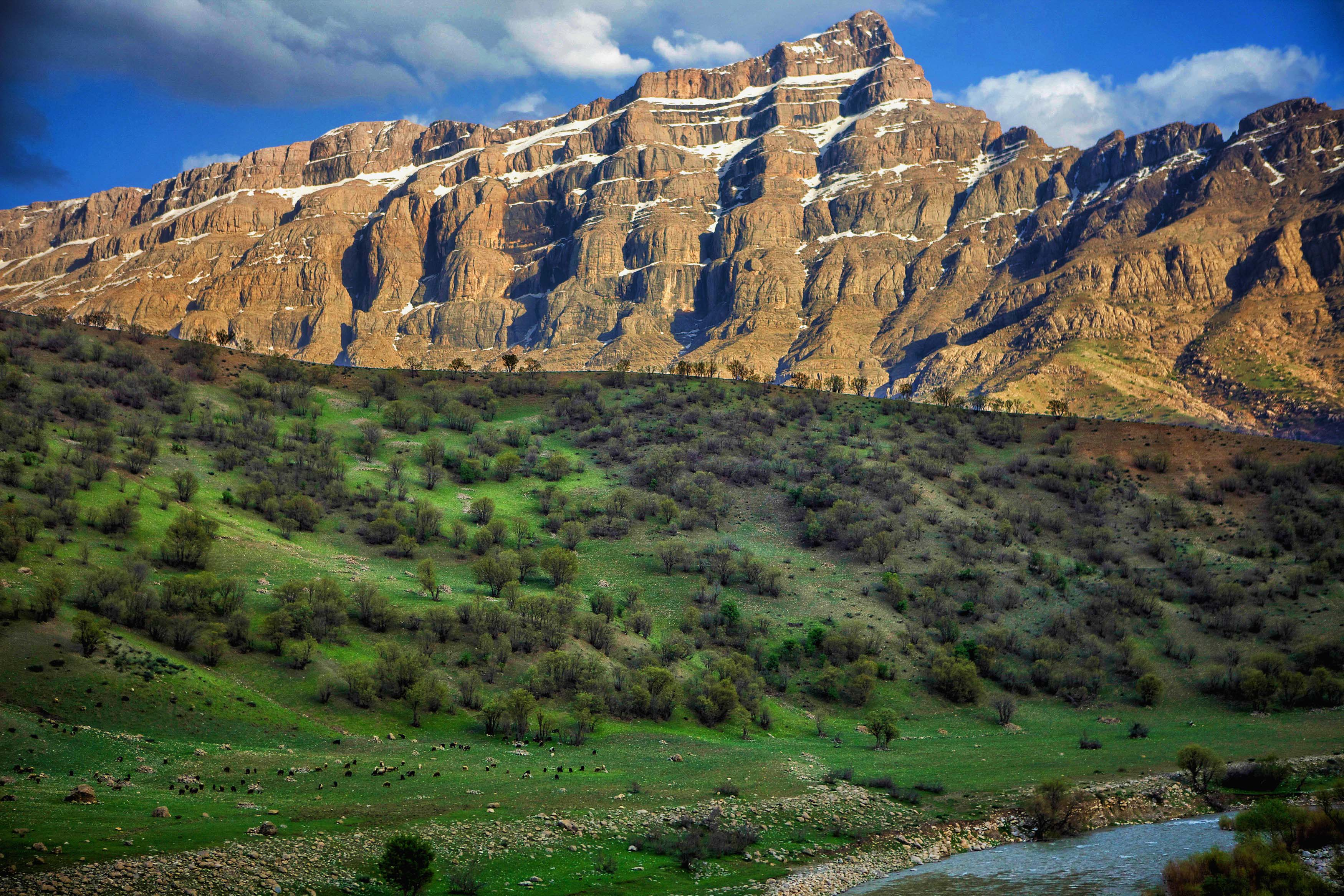
گونه‌های بلوط استان لرستان

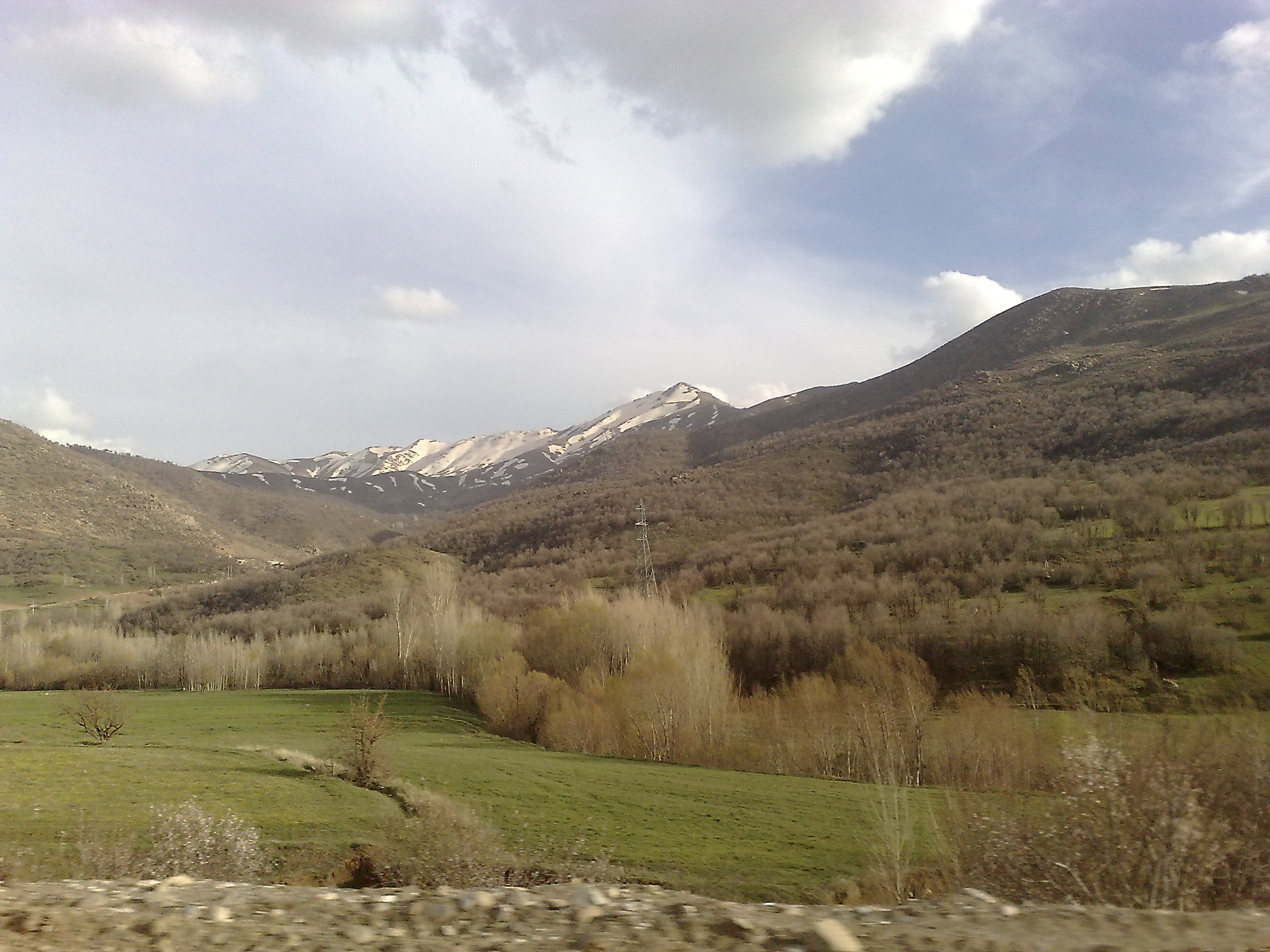
جنگل‌های کردستان

جنگل‌های فارس- دشت برم

در ایران بلوط مهم‌ترین و فراوانترین گونهٔ درختی موجود در غرب کشور، به ویژه در منطقه زاگرس محسوب می‌شود. سلسه جبال زاگرس، وسیع‌ترین و اصلی‌ترین رویشگاه گونه‌های مختلف بلوط در ایران بوده و به همین دلیل این منطقه از اهمیت بسیار ویژه‌ای برخوردار است.
 یونانی‌ها، از دیر باز، پشتکوه کنونی را که ایرانیان پاطاق می‌گویند، به نام زاگرس می‌نامیدند. این نام به مرور زمان به سرتاسر کوه‌هایی که در دنباله کوه‌های ارمنستان، از منتهی الیه شمال غربی ایران آغاز و سپس غرب و جنوب غرب ایران را طی می‌کند تعمیم داده شد.
گونه‌های مختلف بلوط نسبت به تغییرات آب و هوایی حساس، ولی در مجموع جنس بلوط سازش اکولوژیک و میزان بردباری بسیار زیادی داشته بطوریکه تغییرات درجه حرارت را در گستره ۳۱- تا ۴۵+ درجه سانتیگراد و بارندگی ۲۵۰ تا ۱۰۰۰ میلی‌متر را تحمل می‌کنند.

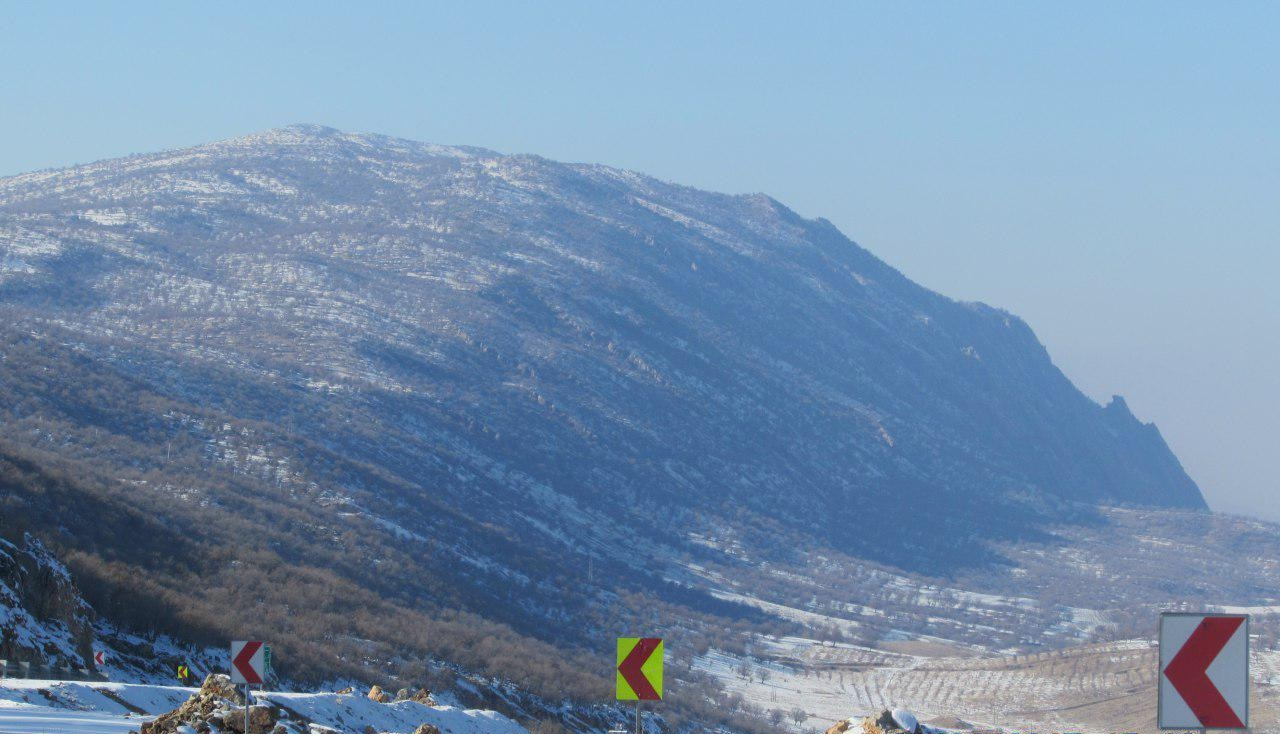
پوشش جنگل قلاجه در جنوبغرب استان کرمانشاه

مناسب‌ترین زیستگاه بلوط مناطقی با بارندگی ۳۵۰ تا ۷۵۰ میلی‌متر بوده که در آن بیشترین گسترش را دارد. رویشگاه گونه‌های این جنس از جلگه تا ارتفاع ۲۷۰۰ متر از سطح دریا گسترش داشته و هر چه اقلیم خشک‌تر می‌شود، درختانی کوچکتر و با قطری کمتر ایجاد می‌شوند. از نظر خاک گونه‌های این جنس روی خاک‌های عمیق و حاصلخیز تا خاک‌های سطحی و کم عمق و اکثراً روی خاک‌های قلیایی رشد می‌کنند.

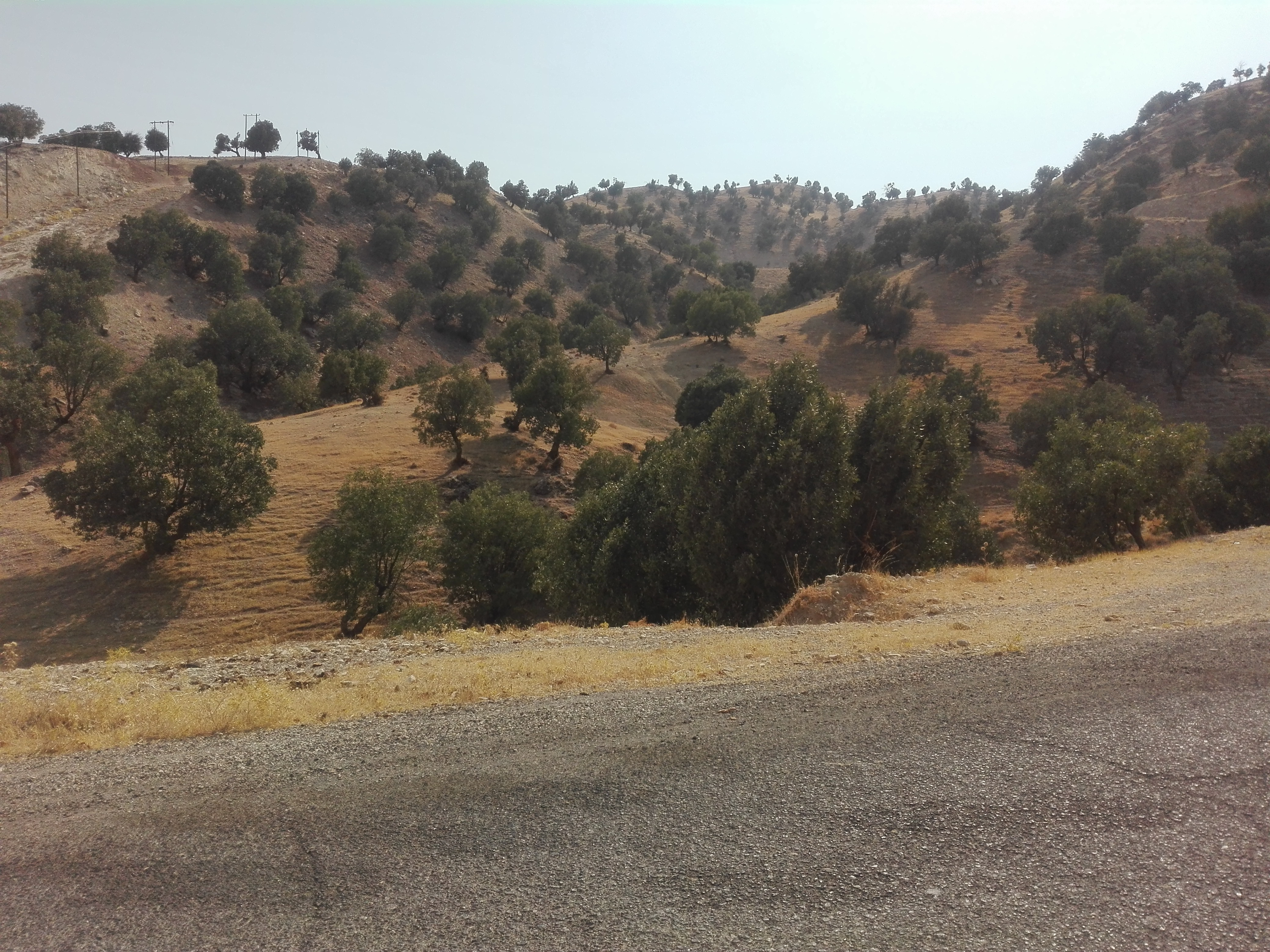
جنگل بلوط ایلام

## گونه‌های گیاهی

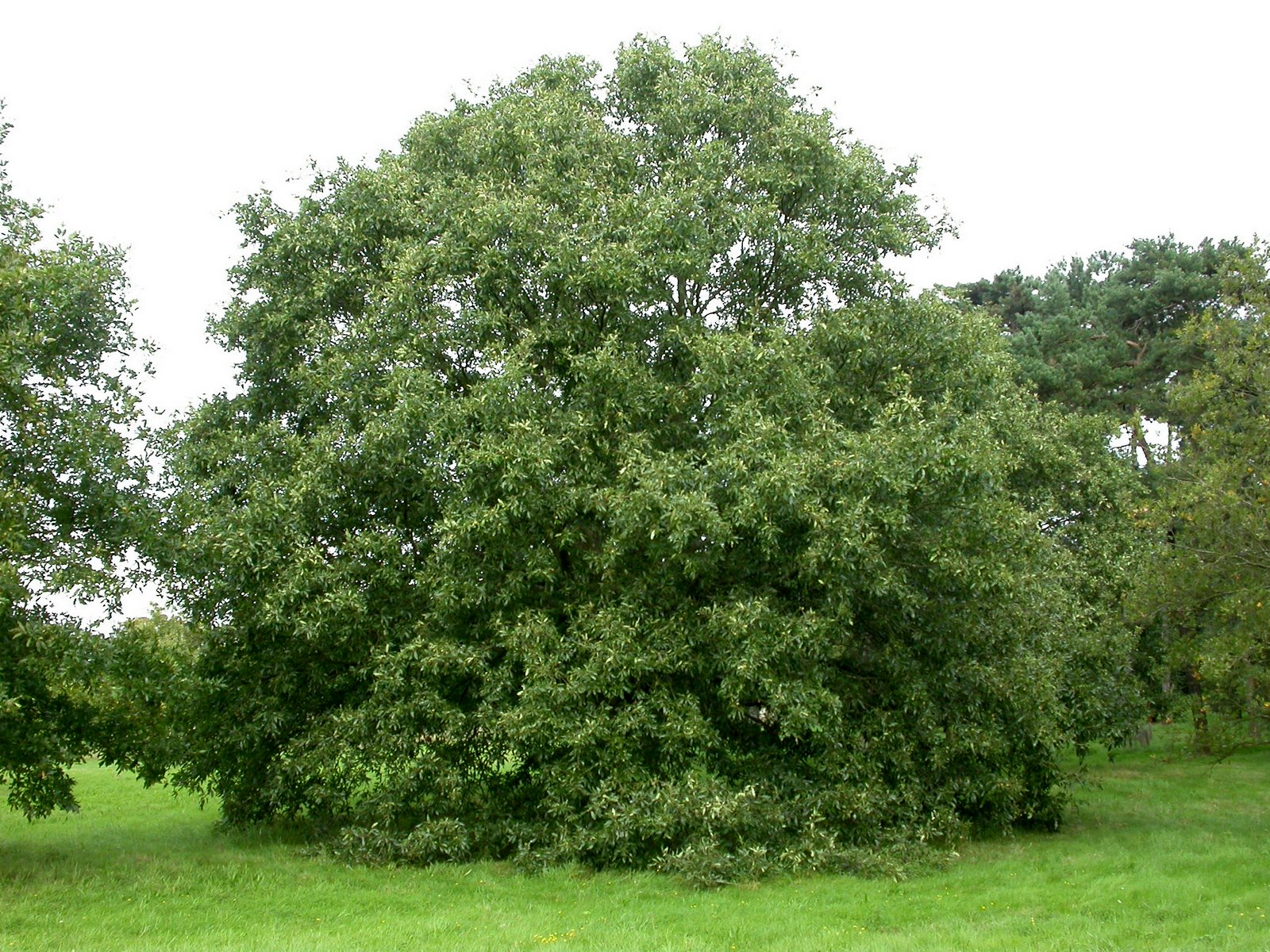
گونه بلوط یوول

برای سهولت بررسی، منطقه زاگرس را بر اساس رویشگاه بلوط که گونه گیاهی اصلی در این ناحیه است، به دو ناحیه زاگرس شمالی و جنوبی تقسیم کرده‌اند. ناحیه زاگرس شمالی رویشگاه خاص دار مازو بوده و در برخی از مناطق با بلوط ایرانی یا یوول یا هر دو گونه در هم می‌آمیزد. این بخش از زاگرس، استان‌های آذربایجان غربی، کردستان، قسمت‌های معینی از استان کرمانشاه و لرستان را در بر می‌گیرد. در مقابل، زاگرس جنوبی رویشگاه خاص گونه بلوط ایرانی بوده و شامل استان‌های ایلام، خوزستان، کهگیلویه و بویر احمد، فارس، اصفهان و چهار محال بختیاری است. زاگرس شمالی دارای اقلیم نیمه مرطوب و خنک و زاگرس جنوبی گرم و خشک است.

در مورد تعداد گونه و زیر گونه‌های بلوط در منطقه زاگرس اختلاف نظرهای زیادی بین محققان مختلف وجود دارد ولی توافق عمومی بر وجود سه گونه مهم بلوط (دار مازو، بلوط ایرانی و یوول) در این منطقه است. گونه یوول خاص مناطق مرتفع با خاک‌های حاصلخیز و عمیق بوده و گسترش آن از آخرین حد شمالی زاگرس شروع و تا پایان یافتن محدوده جنگل‌های مریوان (هم‌مرز با پاوه در استان کرمانشاه) خاتمه می‌یابد.
 گونه دار مازو از شمال غربی زاگرس تا منطقه گهواره در استان کرمانشاه گسترش یافته و بعد به صورت لکه‌های بسیار کوچک و پراکنده در استان لرستان به چشم می‌خورد. بلوط ایرانی از شمال غربی تا جنوب شرقی سلسه جبال زاگرس و در تمام جهات، ارتفاعات و روی انواع خاک‌ها گسترش دارد، بعبارت دیگر، این‌گونه نسبت به دو گونه قبلی از بردباری و نرمش اکولوژیک بیشتری برخوردار است. گونه بلوط ایرانی تنها گونه بلوط موجود در سه استان ایلام، کهگیلویه و بویراحمد و فارس است.

## آفت‌ها

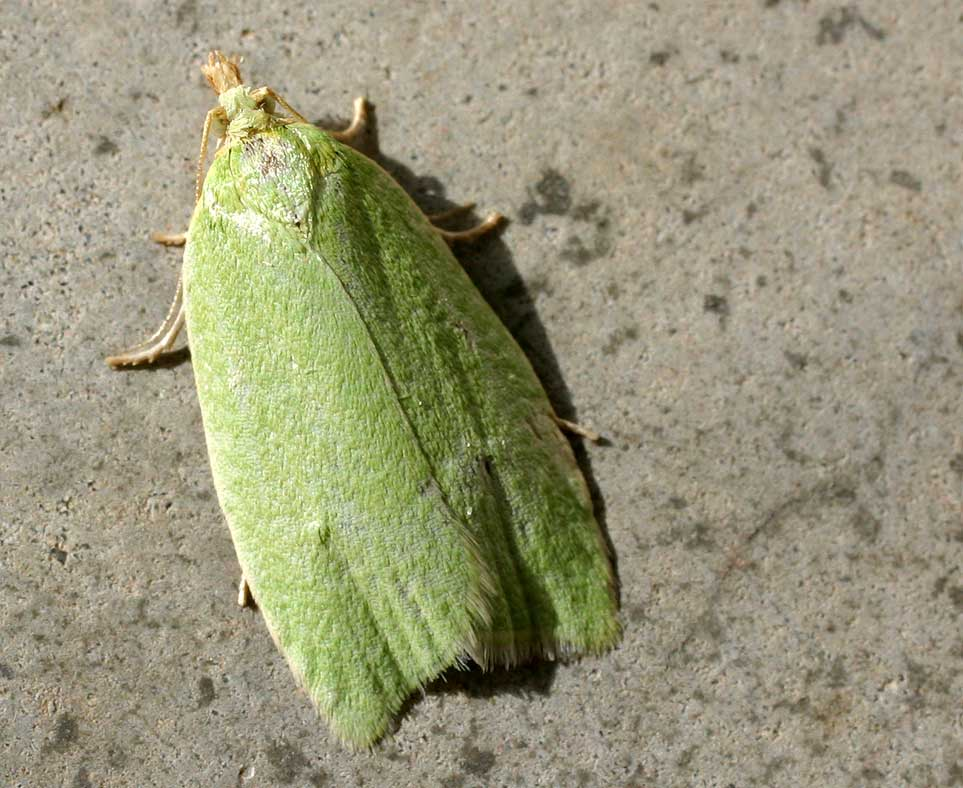
پروانه جوانه‌خوار بلوط

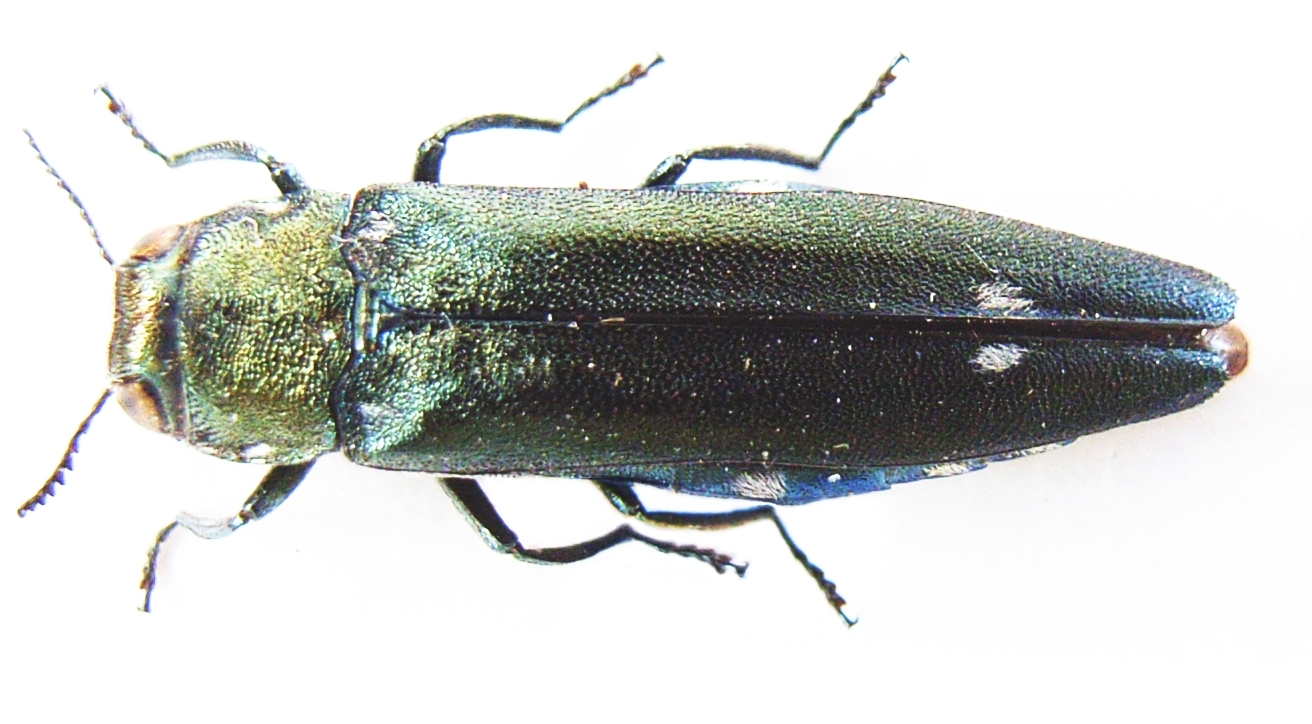
آفت‌های چوب‌خوار

صرف نظر از مجموعه عوامل غیر زنده و دخالتهای غیر عالمانه انسان که موجب خسارت به پوشش‌های گیاهی می‌شوند، بندپایان و به ویژه حشرات از مهم‌ترین عواملی هستند که در شرایط نامطلوب اکوسیستمی (به ویژه تنش‌های رطوبتی و حرارتی)، جمعیت آن‌ها دچار طغیان‌های موضعی، دوره‌ای یا نسبتاً طولانی می‌شوند. طغیان آفات و میزان خسارت وارد شده توسط آن‌ها با توجه به نوع اقلیم و شرایط اجتماعی حاکم بر کشور که امکان تجدید حیات در جنگل‌های بلوط را نا ممکن یا بسیار محدود می‌کند، از اهمیت ویژه‌ای برخوردار خواهد بود.
آفات مختلفی درختان بلوط را مورد حمله قرار داده و در اکثر مواقع خسارت جدی به آن وارد می‌کنند. مهم‌ترین گونه‌های شناخته شده آن‌ها شامل پروانه جوانه‌خوار بلوط، پروانه برگخوار سفید بلوط، پروانه برگخوار گزنده بلوط، پروانه میوه خوار بلوط، سرخرطومی بذرخوار بلوط، ابریشم باف ناجور، پروانه تخم انگشتری و زنبورهای گالزای بلوط هستند. گفتنی آن که در بیشتر منابع زنبورهای گالزای بلوط را به دلیل اهمیت اقتصادی برخی از گونه‌های آن آفت تلقی نمی‌کنند، در حالی که این حشرات در مواقع طغیانی خسارت زیادی را به اندام‌های مختلف درخت (اعم از برگ، جوانه و شاتون) وارد می‌آورند.
در سال‌های اخیر با توجه به شرایط اقلیمی پیش آمده و کاهش بارندگی زمینه مناسبی برای طغیان گونه‌هایی از آفت‌های چوب‌خوار فراهم گردیده‌است.

## نابودی درختان بلوط
بر اساس آخرین آمار و بررسی‌های صورت گرفته در استان‌های زاگرس‌نشین کشور بالغ بر ۱ میلیون و ۴۰۰ هزار هکتار از سطح جنگل‌های زاگرس تاکنون بر اثر بیماری زوال بلوط خشکیده، یا در معرض خشکیدگی است. این سطح خشکیدگی عمدتاً در استان‌های ایلام، لرستان، کهگیلویه و بویراحمد، کرمانشاه، فارس، چهارمحال و بختیاری و خوزستان پراکنش یافته، به طوری که ایلام ۶۴۱ هزار هکتار از این سطح خشکیدگی را به خود اختصاص داده و دارای شرایط بحرانی در این زمینه و چالش زیست‌محیطی است. در استان لرستان نیز به عنوان دومین استانی که بیشترین آسیب را از این ناحیه دیده، گستره ای به وسعت ۵۶۰ هزار هکتار یعنی ۵۰ درصد جنگل‌های این استان خشکیده‌است و این بیماری تاکنون به قطع و مرگ ۸۰ هزار اصله بلوط انجامیده‌است. با این همه به گفته‌استاندار لرستان نه تنها تاکنون هیچ راهکار جدی برای مقابله با پدیده زوال درختان بلوط ارائه نشده، بلکه حتی دلیل اصلی این پدیده نیز مشخص نشده‌است.
 علاوه بر بلوط، گونه‌هایی چون ارژن، شن و گون نیز درگیر این پدیده و خشکیدگی شده‌است. گونه گون که بیشتر ارتفاعات زاگرس محل رویش آن است، در حال زرد و خشک شدن بوده که این یک پدیده نوظهور است. گونه ارزشمند درخت بلوط مازو یا شاه بلوط نیز گونه ای است که در حال نابودی است.

نقش عوامل بیماری‌زا و تنش‌های محیطی در پدیده زوال بلوط مهم است، در این میان قارچی به نام بیماری زغالی نیز خسارت جدی به جنگل‌های بلوط وارد کرده‌است، طوری که این قارچ قابلیت آن را دارد که در محیط زندگی درختان پخش شده و روی دیگر درختان غیرآلوده نیز قرار گیرد، به همین دلیل اکنون بسیاری از درختان سالم نیز به این قارچ آلوده شده‌است. این قارچ حتی روی توده خاک نیز قرار می‌گیرد و منتقل می‌شود و همه این‌ها در حالی است که آفت سوسک چوب‌خوار نیز خسارت به جنگل‌های بلوط را تشدید کرده‌است.
به گفته وی، سطح آلودگی اکنون در شش استان کشور قرار دارد که در این میان استان ایلام و لرستان به ترتیب شاهد بیشترین خسارت بوده‌اند، طوری که در جهت مقابله با این پدیده و مطابق دستورالعمل سازمان جنگل‌ها تاکنون ۸۰ هزار اصله درخت در استان لرستان قطع شده‌است. یکی دیگر از عوامل نابودی تدریجی جنگلهای انبوه و متراکم بلوط، قطع و سوزاندن عامدانه درختان برای تهیه زغال توسط سودجویان می‌باشد.

## روز پاسداشت بلوط زاگرس
جمعی از مردم و رسانه‌های منطقه زاگرس، روز هفتم فروردین ماه را به نام «روز پاسداشت جنگل‌های بلوط» نامگذاری کرده‌اند، این اقدام به دنبال وخیم شدن وضعیت بلوط‌های زاگرس به دنبال پدیده «زوال بلوط» و تأثیرات مخرب ریزگردها و سایر عوامل انسانی و طبیعی تهدیدکننده درختان بلوط، به منظور جلب حمایت‌ها و مشارکت‌های مردمی برای حفظ این منابع صورت گرفته‌است.
در این روز مردم به هواداری از درختان بلوط به دل طبیعت می‌روند و با نمادها و لباس‌های محلی و پلاکاردها و امثال آن می‌کوشند توجه عموم را به این منابع ارزشمند طبیعی کشور جلب کنند. همچنین از مظفر افشار به دلیل تلاش و کوشش‌هایی که در راستای کاشت درخت بلوط و حفاظت و حمایت از جنگل‌های بلوط زاگرس نموده‌است به عنوان پدر بلوط ایران یاد می‌کنند.